# Chiesa di Sant'Andrea de Azanesi
La chiesa di Sant'Andrea de Azanesi, o Sant'Andrea Nazareno, era una chiesa di Roma dedicata a sant'Andrea apostolo. La chiesa si trovava in via di Monserrato, nel rione Regola. 
Si ritene che l'epiteto "de Azanesi" sia una corruzione del termine "Nazareno", dovuta al fatto che l'apostolo Andrea fu tra i primi a venire chiamati dal Nazareno, ossia Gesù Cristo.

## Storia
La prima menzione della chiesa nei documenti si trova in una bolla promulgata nel 1186 dal pontefice Urbano III. In questa bolla la chiesa viene citata come S. Andrea a Domo Iohannis Ancillae Dei ed è annoverata tra le chiese sussidiarie della parrocchia di San Lorenzo in Damaso. Il nome nella bolla indica che la chiesa si trovava nei pressi di un convento di monache che appartenevano all'ordine delle Ancelle del Signore.
La chiesa di Sant'Andrea de Azanesi venne demolita nel 1573, nel corso della costruzione dell'ospedale degli Aragonesi accanto alla chiesa di Santa Maria in Monserrato. Un frammento di un affresco proveniente da questa chiesa (che ritrae due figure legate all'Apocalisse di Giovanni) è conservato nel collegio spagnolo di via Giulia.